# 申東美
申東美（韓語：신동미；1977年9月13日—），韓國女演員。

## 演出作品

### 電視劇
- 2002年：MBC《紅豆女之戀》飾演 盧紫陽
- 2003年：MBC《1%的可能性》
- 2004年：MBC《12月的熱帶夜》飾演 金秀美
- 2005年：MBC《第五共和國》飾演 沈守峰
- 2006年：KBS《Drama Special－第一次戀愛》飾演 姜秀晶
- 2007年：MBC《壞女人好女人》飾演 張智善
- 2007年：KBS《Drama Special－郊區的手制肥皂》飾演 金正淑
- 2007年：KBS《Drama Special－當她的星星閃閃發光》飾演 李允希
- 2007年：MBC《赤子之心》飾演 趙敏雅
- 2008年：KBS《我被你迷倒了（朝鲜语：난 네게 반했어）》飾演 趙敏善
- 2012年：KBS《普通的戀愛》飾演 慶子
- 2012年：MBC《黃金時刻》飾演 趙東美
- 2013年：KBS《Drama Special－朋友間的罪犯》飾演 船舶所有人
- 2013年：KBS《Drama Special－她是完美的一天（朝鲜语：그녀들의 완벽한 하루）》飾演 劉英華
- 2013年：SBS《黃金帝國》飾演 崔貞允
- 2013年：MBC《Drama Special－天空謀殺案》飾演 侍應
- 2014年：JTBC《12年後的重逢：山蒜醬湯》飾演 呂玉
- 2014年：JTBC《宥娜的街》飾演 洪繼淑
- 2014年：tvN《家族的祕密》飾演 高泰蘭
- 2015年：SBS《離婚律師戀愛中》飾演 李福女
- 2015年：tvN《前女友俱樂部》飾演 金秀京
- 2015年：KBS《記得你》飾演 楊恩貞
- 2015年：MBC《她很漂亮》飾演 車珠英
- 2015年：SBS《魔女之城》飾演 孔世實
- 2016年：tvN《灰姑娘與四騎士》飾演 朴玉善
- 2016年：tvN《THE K2》飾演 金東美
- 2016年：MBC《爸爸，我來伺候你》飾演 姜熙淑
- 2017年：KBS《爸爸好奇怪》
- 2017年：MBC《自體發光辦公室》飾演 趙石慶前夫的未婚妻（特別出演）
- 2017年：MBC《20世紀少男少女》飾演 崔廷恩
- 2017年：tvN《付岩洞復仇者們》飾演 韓秀智
- 2019年：KBS《為何那樣，奉尚先生》飾演 姜芬實
- 2019年：SBS《醫生耀漢》飾演 蔡恩貞。
- 2020年：tvN《哈囉掰掰，我是鬼媽媽》飾演 高賢情
- 2020年：MBC《那個男人的記憶法》飾演 黃素靜（特別出演）
- 2020年：JTBC《模範刑警》飾演 尹尙美
- 2020年：tvN 《青春紀錄》飾演 李敏才
- 2021年：MBN 《綁匪－盜取命運》飾演 趙尚宮
- 2022年：KBS2《现在很美丽》飾演 沈海隽
- 2022年：JTBC《模範刑警2》飾演 尹尙美
- 2022年：Netflix《閃耀國度》飾演 吳代表
- 2023年：MBC《朝鮮律師》飾演 洪氏
- 2023年：JTBC《歡迎回到三達里》飾演 趙真達

### 電影
- 2008年：《小王子》
- 2009年：《百萬生存遊戲》
- 2012年：《Romance Joe》
- 2012年：《女狼出任務》飾 善英
- 2012年：《媽媽別哭》
- 2012年：《屍物招領》
- 2013年：《小說，與電影的相遇》
- 2014年：《非常警探》
- 2014年：《聖塔芭芭拉》
- 2015年：《愛上變身情人》飾 室長
- 2015年：《愛爾蘭 - 時間之島》
- 2016年：《房間裡的大象》
- 2016年：《狩獵》
- 2016年：《古山子，大東輿地圖》
- 2019年：《我想有個爸》飾演 寶希的媽媽
- 2019年：《零下的風（朝鲜语：영하의 바람）》飾演 映霞的媽媽
- 2020年：《雙面追緝（朝鲜语：사라진 시간）》
- 2020年：《黄金之旅》飾演 美妍
- 待定：《MIST》[1]

### 綜藝節目
- 2019年：《同床异梦2 - 你是我的命运》

## 外部連結
- 官方網站
- 申東美的Instagram帳戶